# Beat Hefti
Pour les articles homonymes, voir Hefti.
Beat Hefti, né le 3 février 1978 à Herisau, est un bobeur suisse. Membre de l'équipe de Suisse, il s'alignait fréquemment en tant que pousseur en bob à deux avec Martin Annen avant de devenir pilote.

## Carrière

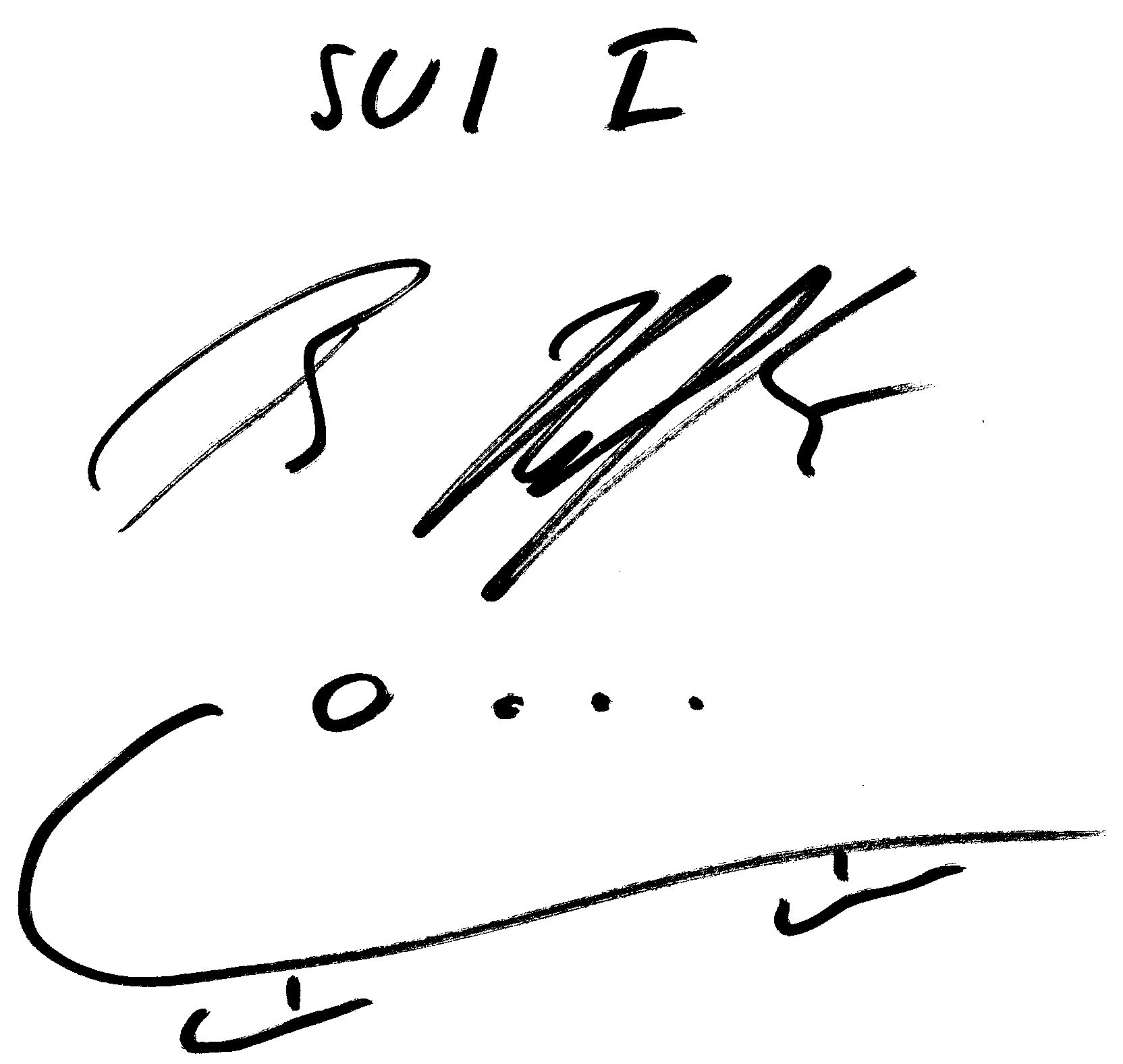

Aux Jeux olympiques d'hiver de 2002 et Jeux olympiques d'hiver de 2006, il a obtenu la médaille de bronze avec Martin Annen en bob à deux. La même équipe a obtenu le même résultat aux Championnats du monde de 2005.
Lors de la coupe du monde 2009, il remporte le classement général du bob à 2. Il devient le premier pilote à décrocher le titre du général lors de sa première saison. Lors des huit étapes qui jalonnent la coupe du monde 2009, il monte à sept reprises sur le podium pour une victoire à Winterberg. Il s'agit donc de son premier titre en tant que pilote, quatre ans après l'avoir été en tant que pousseur. En 2011-2012, il gagne de nouveau le classement général du bob à 2. Aux Jeux olympiques d'hiver de 2014, il est médaillé d'argent en bob à deux en tant que pilote avec Alex Baumann, mais l'or leur est attribué cinq ans plus tard après la disqualification du bob russe pour le contrôle antidopage dopage positif confirmé du son pilote.

## Palmarès

### Jeux olympiques d'hiver
- Médaille de bronze en bob à 2, en 2002 à Salt Lake City ;
- Médaille de bronze en bob à 2, en 2006 à Turin ;
- Médaille de bronze en bob à 4, en 2006 à Turin ;
- Médaille d'or en bob à 2, en 2014 à Sotchi.

### Championnats du monde
- 2016  en bob à 2 avec Alex Baumann à Innsbruck ;
- 2013  en bob à 2 avec Thomas Lamparter à Saint-Moritz ;
- 2007  en bob à 4 avec Ivo Rüegg à Saint-Moritz ;
- 2005  en bob à 2 avec Martin Annen à Calgary ;
- 2001  en bob à 2 avec Martin Annen à Saint-Moritz ;
- 1999  en bob à 4 avec Marcel Röhner à Cortina d'Ampezzo.

### Coupe du Monde
- 2 globe de cristal : 
  - Vainqueur du classement bob à 2 en 2009 et 2012.
- 84 podiums  : 
  - en bob à 2 : 23 victoires, 16 deuxièmes places et 16 troisièmes places.
  - en bob à 4 : 8 victoires, 12 deuxièmes places et 9 troisièmes places.

#### Détails des victoires en Coupe du monde
| Édition   | Bob à 2                          | Bob à 4                  |
| 1998-1999 |                                  | Saint-Moritz             |
| 1999-2000 |                                  | Igls Königssee           |
| 2000-2001 | Igls Cortina d'Ampezzo Calgary   |                          |
| 2002-2003 |                                  | Igls                     |
| 2004-2005 | Igls Césane Saint-Moritz         | Cortina d'Ampezzo Césane |
| 2005-2006 |                                  | Igls                     |
| 2008-2009 | Winterberg                       |                          |
| 2009-2010 | Park City Césane Winterberg Igls |                          |
| 2010-2011 | Igls                             |                          |
| 2011-2012 | Igls Königssee Calgary           |                          |
| 2012-2013 | Winterberg Igls Sotchi           | La Plagne                |
| 2013-2014 | Winterberg Saint-Moritz          |                          |
| 2014-2015 | Altenberg Königssee              |                          |
| 2015-2016 | Saint-Moritz                     |                          |

### Championnat d'Europe
- 2014   en bob à 2 à Königssee ;
- 2013   en bob à 2 à Igls ;
- 2010   en bob à 2 à Igls ;
- 2006 	 en bob à 2 avec Martin Annen à St-Moritz ;
- 2006 	 en bob à 4 avec Martin Annen à St-Moritz ;
- 2005 	 en bob à 2 avec Martin Annen à Altenberg ;
- 2004	 en bob à 2 avec Ivo Rüegg à St. Moritz ;
- 2004 	 en bob à 4 avec Ivo Rüegg à St. Moritz ;
- 2003	 en bob à 2 avec Ralph Rüegg à Winterberg ;
- 2002	 en bob à 2 avec Martin Annen à Cortina d'Ampezzo ;
- 1999	 en bob à 4 avec Marcel Rohner à Winterberg.